# Akrahreppur
Akrahreppur es un municipio de Islandia. Se encuentra en la zona oriental de la región de Norðurland Vestra y en el condado de Skagafjarðarsýsla. 

## Población y territorio
Tiene un área de 1.364 kilómetros cuadrados. Su territorio se encuentrane en las Tierras Altas, un desierto volcánico que ocupa la zona central de la isla.
Su población es de 205 habitantes, según el censo de 2011, para una densidad de 0,15 habitantes por kilómetro cuadrado, muy por debajo del promedio nacional, que es de 3. 
Al norte y al occidente limita con el municipio de Skagafjörður, con el comparte una larga frontera. Al suroriente, con la de Eyjafjarðarsveit, en Norðurland Eystra. Y al oriente, en la misma región, con la de Hörgársveit.